# 岐阜県立高田高等学校
岐阜県立高田高等学校（ぎふけんりつたかだこうとうがっこう）とは、かつて岐阜県養老郡養老町にあった公立の定時制高等学校。

## 概要
- 元は養老郡中部青年学校の生徒のために設置された高等学校である。
- 男女共学の定時制高等学校であったが、廃校時は被服科のみであり、実質女子高であった。
- 1963年廃校。校地校舎は新設の岐阜県立養老女子商業高等学校[注釈 1][注釈 2]に引き継がれ、在校生も引き継がれた。

## 沿革
- 1948年（昭和23年）
  - 4月11日 - 養老郡高田町外十三カ町村[注釈 3]組合立として、定時制の高田女子高等学校として開校。養老郡高田町大字高田田代331の旧・養老郡中部青年学校の校舎を使用する。
  - 9月1日 - 文部省の認可を受ける。被服科を設置。
- 1949年（昭和24年）4月1日 - 養老郡高田町外十三カ町村組合立高田高等学校に改称する。定時制普通科を設置。
- 1950年（昭和25年）
  - 6月11日 - 高田町大字押越30-5に新校舎が完成。
  - 7月1日 - 新校舎に移転。
- 1953年（昭和28年）4月15日 - 校舎を増築。
- 1954年（昭和29年）4月1日 - 岐阜県に移管。岐阜県立高田高等学校に改称する。定時制被服科別科を設置。
- 1962年（昭和37年）4月1日 - 普通科、被服科別科を廃止。
- 1963年（昭和38年）
  - 2月21日 - 募集を停止。
  - 3月31日 - 廃校。校地校舎は新設の岐阜県立養老女子商業学校に転用され、被服科の在校生は岐阜県立養老女子商業高等学校へ引き継がれる。